# Chodov (Domažlicei járás)
Chodov település Csehországban, a Domažlicei járásban. Chodov Trhanov, Pec, Újezd, Klenčí pod Čerchovem és Česká Kubice településekkel határos. Lakosainak száma 775 fő (2024. január 1.).

## Népesség
A település lakosságának változását az alábbi diagram mutatja:
| Lakosok száma | 793  | 757  | 849  | 587  | 649  | 696  | 771  | 773  | 756  | 775  |
|               | 1869 | 1890 | 1921 | 1950 | 1980 | 2001 | 2017 | 2019 | 2022 | 2024 |